# Torneio de Candidatos
O Torneio de Candidatos é uma competição de xadrez organizada pela federação internacional de xadrez FIDE desde 1950, como a etapa final para determinar o desafiante ao título do Campeonato Mundial de Xadrez. O vencedor do torneio ganha o direito de disputar um match pelo campeonato mundial contra o atual campeão mundial.
Inicialmente, era uma competição trianual, mas após a divisão do título no início da década de 1990, seguidas de mudanças no método de determinar o desafiante ao título, o torneio é realizado numa base variável de tempo.

## Organização
O número de participantes variou ao longo do tempo, de oito a até 15 jogadores. A maioria destes se qualificou a partir de Torneios Interzonais, embora alguns ganharam o direito diretamente sem ter precisado jogar um interzonal.
O primeiro ciclo para determinar o desafiante ao título mundial começou em 1948. Antes de 1965, o torneio era organizado no formato de competições de todos contra todos. A partir de 1965, o torneio passou a ser disputado em sistema eliminatório ao longo de vários meses. Em 1995–1996, o então campeão mundial da FIDE (Anatoly Karpov) também participou da competição, entrando nas semi-finais.
A FIDE descontinuou o Torneio de Candidatos após 1996, embora a competição tenha retornado num formato diferente para o Campeonato Mundial de Xadrez de 2007.
De 1993 até 2006, o Campeonato Mundial "Clássico" também realizou três Torneios de Candidatos (em 1994–1995, 1998 e 2002) com diferentes patrocinadores e formatos em cada ocasião.

## Resultados dos Torneios de Candidatos
A tabela abaixo mostra os qualificados e os resultados de todos os torneios interzonais, de Candidatos e o campeonato mundial. Jogadores entre parênteses e itálico (Bondarevsky, Euwe, Fine e Reshevsky em 1950, Botvinnik em 1965, Fischer em 1977, Carlsen em 2011) foram qualificados para o Torneio ou incluídos nos Candidatos, mas não jogaram. Jogadores em itálico com um asterisco (como: Stein* e Bronstein*) foram excluidos em 1962 e 1965 da competição devido a regra que limitava o número de participantes de um país. Jogadores listados após os jogadores em itálico (Flohr em 1950, Geller em 1965, Spassky em 1977, Grischuk em 2011) apenas se qualificaram devido a não-participação dos jogadores entre parênteses.
A coluna "Enviado à final" normalmente se refere ao campeão incumbente, mas pode ter um significado diferente para o Campeonato Mundial de Xadrez de 1948, em que os cinco jogadores foram enviados para o campeonato mundial, o Campeonato Mundial de Xadrez de 2000 em que dois jogadores foram enviados a final, o Campeonato Mundial de Xadrez de 2005 em que oito jogadores foram enviados para o torneio do campeonato mundial, e o Campeonato Mundial de Xadrez de 2007, em que quatro jogadores foram enviados a final do campeonato mundial.

### 1948–96: Torneios Interzonais e de Candidatos
| Anos           | Formato do Interzonal                                                                                      | Qualificados no Interzonal | Enviados aos Candidatos | Formato dos Candidatos | Vencedor(es) dos Candidatos | Enviados à Final                                                            | Final do Campeonato |
| -------------- | --- | --- | --- | --- | --- | --------------------------------------------------------------------------- | --- |
| 1948           | Nenhum | Em 1946–1947, a FIDE decidiu que seis jogadores iriam participar do torneio. A FIDE selecionou Keres e Fine por terem sido os vencedores do Torneio de xadrez AVRO 1938 que havia sido reconhecido como o Torneio de Candidatos para o Campeonato. Reshevsky foi selecionado como o campeão dos Estados Unidos, e Botvinnik como da União Soviética, Euwe como campeão mundial anterior e Smyslov foi selecionado porque era um dos poucos grandes mestres soviéticos. Fine desistiu de participar do torneio de 1948. | Em 1946–1947, a FIDE decidiu que seis jogadores iriam participar do torneio. A FIDE selecionou Keres e Fine por terem sido os vencedores do Torneio de xadrez AVRO 1938 que havia sido reconhecido como o Torneio de Candidatos para o Campeonato. Reshevsky foi selecionado como o campeão dos Estados Unidos, e Botvinnik como da União Soviética, Euwe como campeão mundial anterior e Smyslov foi selecionado porque era um dos poucos grandes mestres soviéticos. Fine desistiu de participar do torneio de 1948. | Em 1946–1947, a FIDE decidiu que seis jogadores iriam participar do torneio. A FIDE selecionou Keres e Fine por terem sido os vencedores do Torneio de xadrez AVRO 1938 que havia sido reconhecido como o Torneio de Candidatos para o Campeonato. Reshevsky foi selecionado como o campeão dos Estados Unidos, e Botvinnik como da União Soviética, Euwe como campeão mundial anterior e Smyslov foi selecionado porque era um dos poucos grandes mestres soviéticos. Fine desistiu de participar do torneio de 1948. | Em 1946–1947, a FIDE decidiu que seis jogadores iriam participar do torneio. A FIDE selecionou Keres e Fine por terem sido os vencedores do Torneio de xadrez AVRO 1938 que havia sido reconhecido como o Torneio de Candidatos para o Campeonato. Reshevsky foi selecionado como o campeão dos Estados Unidos, e Botvinnik como da União Soviética, Euwe como campeão mundial anterior e Smyslov foi selecionado porque era um dos poucos grandes mestres soviéticos. Fine desistiu de participar do torneio de 1948. | 5 jogadores, Botvinnik, Smyslov, Keres, Reshevsky, Euwe                     | Haia/ Moscou 1948 todos contra todos quíntuplo, 1. Botvinnik 14 / 20 2. Smyslov 11 3.-4. Keres, Reshevsky 10½ 5. Euwe 4 |
| 1948–51        | Estocolmo 1948 20 jogadores, todos contra todos único, 8 qualificados                                      | 1. Bronstein, 2. Szabo, 3. Boleslavsky, 4. Kotov, 5. Lilienthal, 6.-9. Najdorf, Ståhlberg, (Bondarevsky, Flohr | Smyslov, Keres (Euwe, Fine, Reshevsky) | Budapeste 1950 10 jogadores, todos contra todos duplo 1.-2. Boleslavsky, Bronstein 3. Smyslov; 4. Keres | Bronstein (venceu o match playoff contra Boleslavsky) | Botvinnik (Campeão em 1948)                                                 | Moscou 1951 match de 24 partidas Empate de 12–12, Botvinnik manteve o título                                            |
| 1952–54        | Estocolmo 1952 21 jogadores, todos contra todos único, 8 qualificados                                      | 1. Kotov, 2.-3. Taimanov, Petrosian, 4. Geller, 5.-8. Averbakh, Ståhlberg, Szabo, Gligorić | Bronstein, Boleslavsky, Smyslov, Keres, Reshevsky, Najdorf (do Torneio de candidatos anterior), Euwe do Mundial de 1948 | Zurique 1953 15 jogadores, todos contra todos duplo 1. Smyslov 2.-4. Bronstein, Keres, Reshevsky | Smyslov | Botvinnik (Campeão de 1951)                                                 | Moscou 1954 match de 24 partidas Empate de 12–12, Botvinnik manteve o título                                            |
| 1955–57        | Gotemburgo 1955 21 jogadores, todos contra todos único, 9 qualificados                                     | 1. Bronstein, 2. Keres, 3. Panno, 4. Petrosian, 5.-6. Geller, Szabo, 7-9. Filip, Pilnik, Spassky | Smyslov | Amsterdã 1956 10 jogadores, todos contra todos duplo 1. Smyslov 2. Keres | Smyslov | Botvinnik (Campeão de 1954)                                                 | Moscou 1957 Smyslov venceu por 12½–9½                                                                                   |
| 1958           | Rematch | Rematch | Rematch | Rematch | Rematch | Botvinnik, Smyslov                                                          | Moscou 1958 Botvinnik venceu 12½–10½                                                                                    |
| 1958–60        | Portorož 1958 21 jogadores, todos contra todos único, 6 qualificados                                       | 1. Tal, 2. Gligorić, 3.-4. Petrosian, Benko, 5.-6. Olafsson, Fischer | Smyslov, Keres | Iugoslávia 1959 1959 8 jogadores, todos contra todos quádruplo 1. Tal; 2. Keres; 3. Petrosian; 4. Smyslov | Tal | Botvinnik (Campeão de 1958)                                                 | Moscou 1960 Tal venceu por 12½–8½                                                                                       |
| 1961           | Rematch | Rematch | Rematch | Rematch | Rematch | Botvinnik, Tal                                                              | Moscou 1961 Botvinnik venceu por 13–8                                                                                   |
| 1962–63        | Estocolmo 1962 23 jogadores, todos contra todos único, 6 qualificados                                      | 1. Fischer, 2.-3. Geller, Petrosian, 4.-5. Korchnoi, Filip, 6.-8. Stein*, Benko | Tal, Keres | Curaçao 1962 8 jogadores, todos contra todos quádruplo 1. Petrosian; 2. Keres; 3. Geller; 4. Fischer | Petrosian | Botvinnik (Campeão de 1961)                                                 | Moscou 1963 Petrosian venceu por 12½–9½                                                                                 |
| 1964–66        | Amsterdã 1964) 24 jogadores, todos contra todos único, 6 qualificados                                      | 1.-4. Smyslov, Larsen, Spassky, Tal, 5. Stein*, 6. Bronstein*, 7. Ivkov, 8.-9. Portisch | Keres, (Botvinnik), Geller | Candidatos 1965: 8 jogadores, eliminatórios Semi-finais: Spassky venceu Geller Tal venceu Larsen | Spassky venceu Tal na final | Petrosian (Campeão de 1963)                                                 | Moscou 1966 Petrosian venceu por 12½–11½                                                                                |
| 1967–69        | Susa 1967 23 jogadores, todos contra todos único, 6 qualificados                                           | 1. Larsen, 2.-4. Korchnoi, Geller, Gligorić, 5. Portisch, 6.-8. Reshevsky | Spassky, Tal | Candidatos 1968: 8 jogadores, eliminatório Semi-finais: Korchnoi venceu Tal Spassky venceu Larsen | Spassky venceu Korchnoi na final | Petrosian (Campeão de 1966)                                                 | Moscou 1969 Spassky venceu por 12½–10½                                                                                  |
| 1970–72        | Torneio Interzonal de 1970 (Palma de Mallorca) 1970 24 jogadores, todos contra todos único, 6 qualificados | 1. Fischer, 2.-4. Larsen, Geller, Hübner, 5.-6. Taimanov, Uhlmann | Petrosian, Korchnoi | Candidatos 1971: 8 jogadores, eliminatório Semi-finais: Petrosian venceu Korchnoi Fischer venceu Larsen | Fischer venceu Petrosian na final | Spassky (Campeão de 1969)                                                   | Reykjavík 1972 Fischer venceu por 12½–8½                                                                                |
| 1973–75        | 1973: Dois Interzonais com 18 jogadores cada, todos contra todos único; 3 qualificados de cada             | Leningrado 1973: 1.-2. Korchnoi, Karpov, 3. Byrne; | Spassky, Petrosian | Candidatos 1974: 8 jogadores, matches Semi-finais : Korchnoi venceu Petrosian Karpov venceu Spassky | Karpov venceu Korchnoi na final | Fischer (Campeão de 1972)                                                   | 1975: Karpov venceu por falta.                                                                                          |
| 1973–75        | 1973: Dois Interzonais com 18 jogadores cada, todos contra todos único; 3 qualificados de cada             | Petrópolis 1973: 1.Mecking, 2.-4.: Portisch, Polugaevsky | Spassky, Petrosian | Candidatos 1974: 8 jogadores, matches Semi-finais : Korchnoi venceu Petrosian Karpov venceu Spassky | Karpov venceu Korchnoi na final | Fischer (Campeão de 1972)                                                   | 1975: Karpov venceu por falta.                                                                                          |
| 1976–78        | 1976: Dois interzonais com 20 jogadores cada, todos contra todos único; 3 qualificados de cada             | Biel 1976: 1. Larsen, 2.-4. Petrosian, Portisch | Korchnoi, (Fischer), Spassky | Candidatos 1977-78: 8 jogadores, eliminatório Semi-finais : Korchnoi venceu Polugaevsky Spassky venceu Portisch | Korchnoi venceu Spassky na final (1977–78) | Karpov (Campeão de 1975)                                                    | Baguio 1978 Karpov venceu por 6–5 após 32 jogos (empates não contando)                                                  |
| 1976–78        | 1976: Dois interzonais com 20 jogadores cada, todos contra todos único; 3 qualificados de cada             | Manila 1976: 1. Mecking, 2.-3. Polugaevsky, Hort | Korchnoi, (Fischer), Spassky | Candidatos 1977-78: 8 jogadores, eliminatório Semi-finais : Korchnoi venceu Polugaevsky Spassky venceu Portisch | Korchnoi venceu Spassky na final (1977–78) | Karpov (Campeão de 1975)                                                    | Baguio 1978 Karpov venceu por 6–5 após 32 jogos (empates não contando)                                                  |
| 1979–81        | 1979: Dois Interzonal de 18 jogadores cada, todos contra todos único; 3 qualificados de cada               | Riga 1979: 1.-2. Tal, Polugaevsky, 3.-4. Adorján; | Korchnoi, Spassky | Candidatos 1980: 8 jogadores, eliminatório Semi-finais: Korchnoi venceu Polugaevsky Hübner venceu Portisch | Korchnoi venceu Hübner na final | Karpov (Campeão de 1978)                                                    | Merano 1981 Karpov venceu por 6–2 após 18 jogos (empates não contando)                                                  |
| 1979–81        | 1979: Dois Interzonal de 18 jogadores cada, todos contra todos único; 3 qualificados de cada               | Rio de Janeiro 1979: 1.-3. Portisch, Petrosian, Hübner | Korchnoi, Spassky | Candidatos 1980: 8 jogadores, eliminatório Semi-finais: Korchnoi venceu Polugaevsky Hübner venceu Portisch | Korchnoi venceu Hübner na final | Karpov (Campeão de 1978)                                                    | Merano 1981 Karpov venceu por 6–2 após 18 jogos (empates não contando)                                                  |
| 1982–85        | 1982: Três interzonais de 14 jogadores cada, todos contra todos único; 2 qualificados de cada              | Las Palmas 1982: 1. Ribli, 2. Smyslov; | Korchnoi, Hübner | Candidatos 1983-84: 8 jogadores, eliminatório Semi-finais: Kasparov venceu Korchnoi Smyslov venceu Ribli | Kasparov venceu Smyslov na final (1984) | Karpov (Campeão de 1981)                                                    | Moscou 1984-85 Match ilimitado que foi abandonado após 48 jogos com Karpov liderando por 5–3 (empates não contando)     |
| 1982–85        | 1982: Três interzonais de 14 jogadores cada, todos contra todos único; 2 qualificados de cada              | Toluca 1982: 1.-2. Portisch, Torre | Korchnoi, Hübner | Candidatos 1983-84: 8 jogadores, eliminatório Semi-finais: Kasparov venceu Korchnoi Smyslov venceu Ribli | Kasparov venceu Smyslov na final (1984) | Karpov (Campeão de 1981)                                                    | Moscou 1984-85 Match ilimitado que foi abandonado após 48 jogos com Karpov liderando por 5–3 (empates não contando)     |
| 1985           | 1982: Três interzonais de 14 jogadores cada, todos contra todos único; 2 qualificados de cada              | Moscou 1982: 1. Kasparov, 2. Beliavsky; | Korchnoi, Hübner | Candidatos 1983-84: 8 jogadores, eliminatório Semi-finais: Kasparov venceu Korchnoi Smyslov venceu Ribli | Kasparov venceu Smyslov na final (1984) | replay : Karpov, Kasparov                                                   | Moscou 1985 Match de 24 jogos Kasparov venceu por 13–11                                                                 |
| 1986           | Rematch | Rematch | Rematch | Rematch | Rematch | Karpov, Kasparov                                                            | Londres/Leningrado 1986 Kasparov venceu por 12½–11½                                                                     |
| 1985–87        | 1985: Três interzonais com 16 a 18 jogadores, todos contra todos único; 4 qualificados de cada             | Biel 1985 1. Vaganian, 2. Seirawan, 3. Sokolov, 4.-6. Short; | Korchnoi, Ribli, Smyslov, Spassky (enviados ao torneio) Karpov (enviado a final de 1987) | Montpelier 1985: 16 jogadores, todos contra todos únicos, 1.-3. Yusupov, Sokolov, Vaganian, 4.-5. Timman | Linares 1987:Karpov venceu o torneio eliminatório (Sokolov) na final. | Kasparov (Campeão de 1985)                                                  | Sevilha 1987 match de 24 partidas Empate 12–12, Kasparov manteve o título                                               |
| 1985–87        | 1985: Três interzonais com 16 a 18 jogadores, todos contra todos único; 4 qualificados de cada             | Taxco 1985: 1. Timman, 2. Nogueiras, 3. Tal, 4. Spraggett; | Korchnoi, Ribli, Smyslov, Spassky (enviados ao torneio) Karpov (enviado a final de 1987) | Montpelier 1985: 16 jogadores, todos contra todos únicos, 1.-3. Yusupov, Sokolov, Vaganian, 4.-5. Timman | Linares 1987:Karpov venceu o torneio eliminatório (Sokolov) na final. | Kasparov (Campeão de 1985)                                                  | Sevilha 1987 match de 24 partidas Empate 12–12, Kasparov manteve o título                                               |
| 1985–87        | 1985: Três interzonais com 16 a 18 jogadores, todos contra todos único; 4 qualificados de cada             | Tunis 1985: 1. Yusupov, 2. Beliavsky, 3. Portisch, 4.-5. Chernin | Korchnoi, Ribli, Smyslov, Spassky (enviados ao torneio) Karpov (enviado a final de 1987) | 1986: 4 jogadores em um match com dois rounds: Yusupov venceu Timman; Sokolov venceu Vaganian e Yusupov. | Linares 1987:Karpov venceu o torneio eliminatório (Sokolov) na final. | Kasparov (Campeão de 1985)                                                  | Sevilha 1987 match de 24 partidas Empate 12–12, Kasparov manteve o título                                               |
| 1987–90        | 1987: Três interzonais de 17 a 18 jogadores cada, todos contra todos único; 3 qualificados de cada         | Subotica 1987: 1.-3. Sax, Short, Speelman; | Sokolov, Timman, Vaganian, Yusupov, Spraggett Karpov (entrou no segundo round) | Candidatos 1988-1990 1988: 14 jogadores em matches de um round, 1989: Karpov se juntou aos vencedores nas quartas de final Semi-finais (1989): Karpov venceu Yusupov Timman venceu Speelman | Karpov venceu Timman na final (1990) | Kasparov (campeão de 1987)                                                  | New York/Lyon 1990 Kasparov venceu 12½–11½                                                                              |
| 1987–90        | 1987: Três interzonais de 17 a 18 jogadores cada, todos contra todos único; 3 qualificados de cada         | Szirák 1987: 1.-2. Salov, Hjartarson, 3.-4. Portisch; | Sokolov, Timman, Vaganian, Yusupov, Spraggett Karpov (entrou no segundo round) | Candidatos 1988-1990 1988: 14 jogadores em matches de um round, 1989: Karpov se juntou aos vencedores nas quartas de final Semi-finais (1989): Karpov venceu Yusupov Timman venceu Speelman | Karpov venceu Timman na final (1990) | Kasparov (campeão de 1987)                                                  | New York/Lyon 1990 Kasparov venceu 12½–11½                                                                              |
| 1987–90        | 1987: Três interzonais de 17 a 18 jogadores cada, todos contra todos único; 3 qualificados de cada         | Zagreb 1987: 1. Korchnoi, 2.-3. Seirawan, Ehlvest | Sokolov, Timman, Vaganian, Yusupov, Spraggett Karpov (entrou no segundo round) | Candidatos 1988-1990 1988: 14 jogadores em matches de um round, 1989: Karpov se juntou aos vencedores nas quartas de final Semi-finais (1989): Karpov venceu Yusupov Timman venceu Speelman | Karpov venceu Timman na final (1990) | Kasparov (campeão de 1987)                                                  | New York/Lyon 1990 Kasparov venceu 12½–11½                                                                              |
| 1990–93        | Manila 1990 64 jogadores disputando no sistema suíço, 11 qualificados                                      | 1.-2. Gelfand, Ivanchuk, 3.-4. Anand, Short, 5.-11. Sax, Korchnoi, Hübner, Nikolić, Yudasin, Dolmatov, Dreev | Timman, Yusupov, Speelman Karpov (entrou na segunda rodada) | Candidatos 1991-1993 1991: 14 jogadores, uma rodada de matches, 1991: Karpov se juntou aos vencedores das quartas de final Semi-finais (1992): Short venceu Karpov Timman venceu Yusupov | Short venceu Timman na final (1993) | Kasparov (campeão de 1990)                                                  | Londres, Setembro–Outubro de 1993: Kasparov venceu Short por 13–8 sob o auspício da PCA;                                |
| 1990–93        | Manila 1990 64 jogadores disputando no sistema suíço, 11 qualificados                                      | 1.-2. Gelfand, Ivanchuk, 3.-4. Anand, Short, 5.-11. Sax, Korchnoi, Hübner, Nikolić, Yudasin, Dolmatov, Dreev | Timman, Yusupov, Speelman Karpov (entrou na segunda rodada) | Candidatos 1991-1993 1991: 14 jogadores, uma rodada de matches, 1991: Karpov se juntou aos vencedores das quartas de final Semi-finais (1992): Short venceu Karpov Timman venceu Yusupov | Short venceu Timman na final (1993) | Kasparov (campeão de 1990)                                                  | Países Baixos /Djakarta Setembro–Novembro de 1993: Karpov venceu Timman por 12½–8½ sob o auspício da FIDE               |
| 1993–95 (PCA)  | Groninga 1993 54 jogadores disputando no sistema suíço, 7 qualificados                                     | 1.-2. Adams, Anand, 3.-7. Kamsky, Kramnik, Tiviakov, Gulko, Romanishin | Short | Candidatos 1994-95: 8 jogadores, matches Semi-finais : Kamsky venceu Short Anand venceu Adams | Anand venceu Kamsky na (1995) | Kasparov (campeão da PCA de 1993)                                           | New York Setembro–Outobro de 1995 match de 20 jogos Kasparov venceu 10½–7½                                              |
| 1993–96 (FIDE) | Biel 1993 73 jogadores em sistema suíço, 10 qualificados                                                   | 1. Gelfand, 2.-9. Van der Sterren, Kamsky, Khalifman, Adams, Yudasin, Salov, Lautier, Kramnik, 10.-15. Anand | Timman, Yusupov | 1994: 12 jogadores em matches com duas rodadas. | Semi-finais (Fevereiro de 1995): Karpov venceu Gelfand, Kamsky venceu Salov | Semi-finais (Fevereiro de 1995): Karpov venceu Gelfand, Kamsky venceu Salov | Elista 1996 Match com 20 jogos Karpov venceu 10½–7½                                                                     |
| 1993–96 (FIDE) | Biel 1993 73 jogadores em sistema suíço, 10 qualificados                                                   | 1. Gelfand, 2.-9. Van der Sterren, Kamsky, Khalifman, Adams, Yudasin, Salov, Lautier, Kramnik, 10.-15. Anand | Karpov (começou nas semi-finais) | 1995: Karpov se juntou aos vencedores (Gelfand, Kamsky, Salov) nas semi-finais. | Semi-finais (Fevereiro de 1995): Karpov venceu Gelfand, Kamsky venceu Salov | Semi-finais (Fevereiro de 1995): Karpov venceu Gelfand, Kamsky venceu Salov | Elista 1996 Match com 20 jogos Karpov venceu 10½–7½                                                                     |

### Títulos divididos (1997–2006)
Depois de 1996, os interzonais foram extintos, mas a FIDE continuou a organizar os torneios classificatórios zonais, correndo juntos com os clássicos.
| Torneios Clássicos (1998–2004) | Torneios Clássicos (1998–2004) | Torneios Clássicos (1998–2004) | Torneios Clássicos (1998–2004) | Torneios Clássicos (1998–2004) | Torneios Clássicos (1998–2004) | Torneios Clássicos (1998–2004) | Torneios Clássicos (1998–2004) |
| Anos                           | Formato do Torneio de Candidatos | Participantes | Participantes | Participantes | Vencedor(es) do Torneio de Candidatos | Campeão a ser batido | Final do Campeonato |
| ------------------------------ | --- | --- | --- | --- | --- | --- | --- |
| 1998 (Clássico)                | Cazorla, Maio/Junho de 1998 Match de 10 partidas | Kramnik, Shirov (por rating) | Kramnik, Shirov (por rating) | Kramnik, Shirov (por rating) | Shirov venceu por 5½–3½ | Kasparov (campeão de 1995) | O match nunca aconteceu |
| 2000 (Clássico)                | Nenhum | Nenhum | Nenhum | Dois jogadores disputaram, já na final: Kasparov (campeão de 1995); Kramnik (por rating) | Dois jogadores disputaram, já na final: Kasparov (campeão de 1995); Kramnik (por rating) | Dois jogadores disputaram, já na final: Kasparov (campeão de 1995); Kramnik (por rating) | Londres: Outubro- November 2000 16-game match Kramnik venceu por 8½–6½                                                                                 |
| 2002-2004 (Clássico)           | Dortmund Julho de 2002 Preliminares: dois grupos de quatro jogadores, com 2 rodadas de todos contra todos; Semifinais: o primeiro de cada grupo enfrentaria o segundo do outro grupo em pequenos matches. | Preliminares: GRUPO 1: 1. Shirov, 2.Topalov, 3.Gelfand, 4.Lutz GRUPO 2: 1.Bareev, 2.Leko, 3.Adams, 4.Morozevich Semifinais : Leko derrotou Shirov e Topalov derrotou Bareev. | Preliminares: GRUPO 1: 1. Shirov, 2.Topalov, 3.Gelfand, 4.Lutz GRUPO 2: 1.Bareev, 2.Leko, 3.Adams, 4.Morozevich Semifinais : Leko derrotou Shirov e Topalov derrotou Bareev. | Preliminares: GRUPO 1: 1. Shirov, 2.Topalov, 3.Gelfand, 4.Lutz GRUPO 2: 1.Bareev, 2.Leko, 3.Adams, 4.Morozevich Semifinais : Leko derrotou Shirov e Topalov derrotou Bareev.                                       | Leko (derrotou Topalov na final) | Kramnik (campeão clássico de 2000) | Brissago: Setembro/Outubro de 2004 Match de 14 partidas Empataram por 7–7, Kramnik manteve o título                                                    |
| Torneios FIDE (1997–2005)      | | | | | | | |
| Anos                           | Formato do Torneio de Candidatos | Participantes | Participantes | Participantes | Finalistas | Final do Campeonato | |
| 1997–1998 (FIDE)               | Groninga Dezembro de 1997, 7 rodadas, pequeno match, mata-mata | 100 jogadores, Quartas de final: Adams, Van Wely, Short, Krasenkov, Gelfand, Dreev, Anand and Shirov.                                                                        | 100 jogadores, Quartas de final: Adams, Van Wely, Short, Krasenkov, Gelfand, Dreev, Anand and Shirov.                                                                        | 100 jogadores, Quartas de final: Adams, Van Wely, Short, Krasenkov, Gelfand, Dreev, Anand and Shirov. | Anand (derrotou Adams na final do torneio) Karpov (campeão FIDE de 1996) | Anand (derrotou Adams na final do torneio) Karpov (campeão FIDE de 1996) | Lausanne: Janeiro de 1998 Match de 6 partidas Empataram por 3–3; Karpov venceu nas rápidas por 2–0                                                     |
| 1999 (FIDE)                    | Las Vegas Julho/Agosto de 1999, 7 rodadas, pequeno match, mata-mata | 100 jogadores, Quartas de final: Kramnik, Adams, Movsesian, Akopian, Shirov, Nisipeanu, Khalifman and J. Polgar                                                              | 100 jogadores, Quartas de final: Kramnik, Adams, Movsesian, Akopian, Shirov, Nisipeanu, Khalifman and J. Polgar                                                              | 100 jogadores, Quartas de final: Kramnik, Adams, Movsesian, Akopian, Shirov, Nisipeanu, Khalifman and J. Polgar | Semifinais: Khalifman derrotou Nisipeanu, Akopian derrotou Adams | Semifinais: Khalifman derrotou Nisipeanu, Akopian derrotou Adams | Las Vegas 1999 Match de 6 partidas Khalifman venceu por 3½–2½                                                                                          |
| 2000 (FIDE)                    | Nova Deli (6 rodadas)/final em Teerã Novembro/Dezembro de 2000 7 rodadas, pequeno match, mata-mata, com o match final jogado em Teerã                                                                     | 100 jogadores, Quartas de final: Anand, Khalifman, Adams, Topalov, Tkachiev, Grischuk, Shirov e Bareev                                                                       | 100 jogadores, Quartas de final: Anand, Khalifman, Adams, Topalov, Tkachiev, Grischuk, Shirov e Bareev                                                                       | 100 jogadores, Quartas de final: Anand, Khalifman, Adams, Topalov, Tkachiev, Grischuk, Shirov e Bareev | Semifinais: Anand derrotou Adams, Shirov derrotou Grischuk | Semifinais: Anand derrotou Adams, Shirov derrotou Grischuk | Teerã Dezembro de 2000 Match de 6 partidas Anand venceu por 3½–½                                                                                       |
| 2001–2002 (FIDE)               | Moscou Novembro/Dezembro de 2001 7 rodadas, pequeno match, mata-mata, com controles de tempo relativamente rápidos                                                                                        | 128 jogadores, Quartas de final: Anand, Shirov, Ivanchuk, Lautier, Svidler, Gelfand, Ponomariov e Bareev                                                                     | 128 jogadores, Quartas de final: Anand, Shirov, Ivanchuk, Lautier, Svidler, Gelfand, Ponomariov e Bareev                                                                     | 128 jogadores, Quartas de final: Anand, Shirov, Ivanchuk, Lautier, Svidler, Gelfand, Ponomariov e Bareev | Semifinais: Ponomariov derrotou Svidler, Ivanchuk derrotou Anand | Semifinais: Ponomariov derrotou Svidler, Ivanchuk derrotou Anand | Moscou Janeiro de 2002 Match de 8 partidas Ponomariov venceu por 4½–2½                                                                                 |
| 2004 (FIDE)                    | Trípoli Junho/Julho de 2004 7 rodadas, pequeno match, mata-mata, com controles de tempo relativamente rápidos                                                                                             | 128 jogadores, Quartas de final: Topalov, Kharlov, Kasimdzhanov, Grischuk, Radjabov, Dominguez, Adams e Akopian                                                              | 128 jogadores, Quartas de final: Topalov, Kharlov, Kasimdzhanov, Grischuk, Radjabov, Dominguez, Adams e Akopian                                                              | 128 jogadores, Quartas de final: Topalov, Kharlov, Kasimdzhanov, Grischuk, Radjabov, Dominguez, Adams e Akopian | Semi-finals: Adams derrotou Radjabov, Kasimdzhanov derrotou Topalov | Semi-finals: Adams derrotou Radjabov, Kasimdzhanov derrotou Topalov | Trípoli Julho de 2004 Match de 6 partidas Empataram por 3–3; Kasimdzhanov venceu nas rápidas por 1½–½                                                  |
| 2005 (FIDE)                    | Nenhum | Nenhum | Nenhum | 8 jogadores estavam na final: Kasimdzhanov (campeão FIDE); Adams (como finalista FIDE de 2004); Anand, Morozevich e Topalov (por rating), Leko (como finalista clássico de 2004), J. Polgár e Svidler (por rating) | 8 jogadores estavam na final: Kasimdzhanov (campeão FIDE); Adams (como finalista FIDE de 2004); Anand, Morozevich e Topalov (por rating), Leko (como finalista clássico de 2004), J. Polgár e Svidler (por rating) | 8 jogadores estavam na final: Kasimdzhanov (campeão FIDE); Adams (como finalista FIDE de 2004); Anand, Morozevich e Topalov (por rating), Leko (como finalista clássico de 2004), J. Polgár e Svidler (por rating) | San Luis: 8 jogadores, 2 rodadas de todos contra todos, Setembro/Outubro de 2005 1. Topalov : 10/14 2.-3. Anand and Svidler : 8½/14 4.Morozevich: 7/14 |
| Reunificação                   | | | | | | | |
| 2006                           | Match da Reunificação | Match da Reunificação | Match da Reunificação | Topalov (campeão FIDE) Kramnik (campeão clássico) | Topalov (campeão FIDE) Kramnik (campeão clássico) | Topalov (campeão FIDE) Kramnik (campeão clássico) | Elista Outubro de 2006 Match de 12 partidas Empataram por 6–6, Kramnik venceus nas rápidas por 2½–1½                                                   |

### Título reunificado (desde 2007)
Depois da reunificação dos títulos FIDE e "clássicos, a Copa do Mundo de Xadrez e o FIDE Grand Prix se tornaram classificatórios para o Torneio de Candidatos. O FIDE Grand Swiss Tournament, baseado no sistema suíço de torneios, foi introduzido no segundo semestre de 2019, sendo mais uma etapa classificatória para o Torneio de Candidatos.
| Anos      | Formato de classificação | Classificatórias | Com direito à vaga no Candidatos                                                                 | Formato do Torneio de Candidatos                                                                         | Campeão[es] do Candidatos                               | Com direito à vaga na final                                           | Final do Campeonato |
| --------- | --- | --- | ------------------------------------------------------------------------------------------------ | --- | ------------------------------------------------------- | --------------------------------------------------------------------- | --- |
| 2005–2007 | Copa do Mundo de Xadrez 2005 Khanty-Mansiisk Novembro/Dezembro de 2005 128 jogadores, 7 rodadas, pequeno match, mata-mata; + pequenos matches de desempate 1 through 16. classificação do top 10 | 1.Aronian, 2.Ponomariov, (3.Bacrot,) 4.Grischuk, 5.Bareev, 6.Gelfand, 7.Rublevsky, 8.Gurevich, 9.Kamsky, 10.Carlsen, 11.Malakhov | Kasimdzhanov, Leko, Adams, J. Polgár (5º-8º do campeonato de 2005 ), Shirov, Bacrot (por rating) | Elista: Maio/Junho de 2007 16 jogadores, 2 rodadas, 4 jogadores se qualificam para o campeonato          | Aronian, Gelfand, Grischuk, Leko                        | Anand, Svidler, Morozevich (2º-4º em 2005); Kramnik (campeão de 2006) | Cidade do México: Setembro de 2007 8 jogadores, 2 rodadas de todos contra todos 1. Anand 9/14 2.-3. Kramnik e Gelfand: 8/14 |
| 2008      | Revanche | Revanche | Revanche                                                                                         | Revanche                                                                                                 | Revanche                                                | Kramnik, Anand                                                        | Bonn Outubro de 2008 Match de 12 partidas Anand venceu por 6½–4½ e manteve o título.                                        |
| 2007–2010 | Copa do Mundo de xadrez de 2007 Khanty-Mansiysk Novembro/Dezembro de 2007 128 jogadores, 7 rodadas, pequeno match, mata-mata                                                                     | Kamsky derrotou A. Shirov por 2½-1½ na final.                                                                                    | Topalov (campeão FIDE de 2005)                                                                   | Sófia Fevereiro de 2009, Match de 8 partidas                                                             | Topalov venceu por 4½-2½                                | Anand (campeão de 2008)                                               | Sófia Abril/Maio de 2010 Match de 12 partidas Anand venceu por 6½–5½ e manteve o título.                                    |
| 2008–2012 | FIDE Grand Prix 2008–2010 2 classificados | Aronian, Radjabov (Grischuk) | (Carlsen) Grischuk, Kramnik (por rating), Kamsky, Topalov, Mamedyarov                            | Kazan Maio de 2011, 8 joagadores, matches Semifinais: Gelfand derrotou Kamsky; Grischuk derrotou Kramnik | Gelfand derrotou Grischuk na final por 3½–2½            | Anand (campeão de 2010)                                               | Moscou Maio de 2012 Match de 12 partidas empatado em 6–6, Anand venceu nas rápidas por 2½–1½ e manteve o título             |
| 2008–2012 | Copa do Mundo de xadrez de 2009 Khanty-Mansiysk Novembro/Dezembro de 2009 128 jogadores, 7 rodadas, pequeno match, mata-mata (o 1º se classifica)                                                | Gelfand (derrotou Ponomariov na final)                                                                                           | (Carlsen) Grischuk, Kramnik (por rating), Kamsky, Topalov, Mamedyarov                            | Kazan Maio de 2011, 8 joagadores, matches Semifinais: Gelfand derrotou Kamsky; Grischuk derrotou Kramnik | Gelfand derrotou Grischuk na final por 3½–2½            | Anand (campeão de 2010)                                               | Moscou Maio de 2012 Match de 12 partidas empatado em 6–6, Anand venceu nas rápidas por 2½–1½ e manteve o título             |
| 2011–2013 | Copa do Mundo de xadrez de 2011 Khanty-Mansiysk Agosto/Setembro de 2011 128 jogadores, 7 rodadas, pequeno match, mata-mata (os 3 primeiros se classificam)                                       | Svidler, Grischuk, Ivanchuk | Gelfand Carlsen, Aronian, Kramnik Radjabov                                                       | Londres Março de 2013 8 jogadores, 2 rodadas de todos contra todos                                       | Carlsen (venceu o Torneio de Candidatos nos tie breaks) | Anand (campeão de 2012)                                               | Chennai, Novembro de 2013 Match de 12 partidas Carlsen venceu por 6½–3½                                                     |
| 2012–2014 | FIDE Grand Prix 2012–2013 2 classificados | Topalov, Mamedyarov | Anand Aronian, Karjakin Svidler                                                                  | Khanty-Mansiysk, Março de 2014 8 jogadores, 2 rodadas de todos contra todos                              | Anand                                                   | Carlsen (campeão de 2013)                                             | Sochi, Novembro de 2014 Match de 12 partidas Carlsen venceu por 6½-4½ e manteve o título                                    |
| 2012–2014 | Copa do Mundo de xadrez de 2013 Tromsø Agosto/Setembro de 2013 128 jogadores, 7 rodadas, pequeno match, mata-mata (os dois primeiros se classificam)                                             | Kramnik, Andreikin | Anand Aronian, Karjakin Svidler                                                                  | Khanty-Mansiysk, Março de 2014 8 jogadores, 2 rodadas de todos contra todos                              | Anand                                                   | Carlsen (campeão de 2013)                                             | Sochi, Novembro de 2014 Match de 12 partidas Carlsen venceu por 6½-4½ e manteve o título                                    |
| 2014–2016 | FIDE Grand Prix 2014–2015 2 classificados | Caruana, Nakamura | Anand Topalov, Giri (por rating) Aronian (curinga)                                               | Moscou, Março de 2016 8 jogadores, 2 rodadas de todos contra todos                                       | Karjakin                                                | Carlsen (campeão de 2014)                                             | Nova Iorque, Novembro de 2016 Match de 12 partidas empatado em 6–6 Carlsen venceu nas rápidas por 3–1 e manteve o título    |
| 2014–2016 | Copa do Mundo de xadrez de 2015 Baku Outubro de 2015 128 jogadores, 7 rodadas, pequeno match, mata-mata (os dois primeiros se classificam)                                                       | Svidler, Karjakin | Anand Topalov, Giri (por rating) Aronian (curinga)                                               | Moscou, Março de 2016 8 jogadores, 2 rodadas de todos contra todos                                       | Karjakin                                                | Carlsen (campeão de 2014)                                             | Nova Iorque, Novembro de 2016 Match de 12 partidas empatado em 6–6 Carlsen venceu nas rápidas por 3–1 e manteve o título    |
| 2017–2018 | FIDE Grand Prix 2017 2 classificados | Mamedyarov, Grischuk | Karjakin Caruana, So (por rating) Kramnik (curinga)                                              | Berlim, Março de 2018 8 jogadores, 2 rodadas de todos contra todos                                       | Caruana                                                 | Carlsen (campeão de 2016)                                             | Londres, Novembro de 2018 Match de 12 partidas empatado em 6–6 Carlsen venceu nas rápidas por 3–0 e manteve o título        |
| 2017–2018 | Copa do Mundo de Xadrez de 2017 Tbilisi Setembro de 2017 128 jogadores, 7 rodadas, pequeno match, mata-mata (os dois primeiros se classificam)                                                   | Aronian, Liren | Karjakin Caruana, So (por rating) Kramnik (curinga)                                              | Berlim, Março de 2018 8 jogadores, 2 rodadas de todos contra todos                                       | Caruana                                                 | Carlsen (campeão de 2016)                                             | Londres, Novembro de 2018 Match de 12 partidas empatado em 6–6 Carlsen venceu nas rápidas por 3–0 e manteve o título        |
| 2019–2020 | FIDE Grand Prix 2019 2 classificados | Grischuk, Nepomniachtchi | Caruana Giri (por rating) Alekseenko (curinga)                                                   | Yekaterinburg, Março/Abril de 2020 8 jogadores, 2 rodadas de todos contra todos                          | Nepomniachtchi                                          | Carlsen (campeão de 2018)                                             | Dubai, Novembro/Dezembro de 2021 Match de 14 partidas Carlsen venceu por 7½–3½ e manteve o título                           |
| 2019–2020 | Copa do Mundo de Xadrez de 2019 Khanty-Mansiysk Setembro/Outubro de 2019 128 jogadores, 7 rodadas, pequeno match, mata-mata (os dois primeiros se classificam)                                   | Radjabov (substituído por Maxime Vachier-Lagrave), Liren                                                                         | Caruana Giri (por rating) Alekseenko (curinga)                                                   | Yekaterinburg, Março/Abril de 2020 8 jogadores, 2 rodadas de todos contra todos                          | Nepomniachtchi                                          | Carlsen (campeão de 2018)                                             | Dubai, Novembro/Dezembro de 2021 Match de 14 partidas Carlsen venceu por 7½–3½ e manteve o título                           |
| 2019–2020 | FIDE Grand Swiss Tournament 2019 Ilha de Man, Outubro de 2019 Sistema suíço de 154 jogadores (o 1º se classifica)                                                                                | Wang Hao | Caruana Giri (por rating) Alekseenko (curinga)                                                   | Yekaterinburg, Março/Abril de 2020 8 jogadores, 2 rodadas de todos contra todos                          | Nepomniachtchi                                          | Carlsen (campeão de 2018)                                             | Dubai, Novembro/Dezembro de 2021 Match de 14 partidas Carlsen venceu por 7½–3½ e manteve o título                           |
| 2021–2022 | FIDE Grand Prix 2022 2 classificados | Nakamura, Rapport | Nepomniachtchi Radjabov (indicado)                                                               | Madri, Junho/Julho de 2022 8 jogadores, 2 rodadas de todos contra todos                                  | Nepomniachtchi                                          | Carlsen (campeão de 2021)                                             | Astana, Abril de 2023 Match de 14 partidas empatado em 7–7 Ding Liren venceu nas rápidas por 2½–1½                          |
| 2021–2022 | Copa do Mundo de Xadrez de 2021 Sochi Julho/Agosto de 2021 206 jogadores, 8 rodadas, pequeno match, mata-mata (os dois primeiros se classificam)                                                 | Duda, Karjakin (substituído por Ding Liren)                                                                                      | Nepomniachtchi Radjabov (indicado)                                                               | Madri, Junho/Julho de 2022 8 jogadores, 2 rodadas de todos contra todos                                  | Nepomniachtchi                                          | Carlsen (campeão de 2021)                                             | Astana, Abril de 2023 Match de 14 partidas empatado em 7–7 Ding Liren venceu nas rápidas por 2½–1½                          |
| 2021–2022 | FIDE Grand Swiss Tournament 2021 Riga, Outubro/Novembro de 2021 Sistema suíço de 108 jogadores (os dois primeiros se classificam)                                                                | Firouzja, Caruana | Nepomniachtchi Radjabov (indicado)                                                               | Madri, Junho/Julho de 2022 8 jogadores, 2 rodadas de todos contra todos                                  | Nepomniachtchi                                          | Carlsen (campeão de 2021)                                             | Astana, Abril de 2023 Match de 14 partidas empatado em 7–7 Ding Liren venceu nas rápidas por 2½–1½                          |
| 2023–2024 | Circuito FIDE 2023 1 classificado | Gukesh D | Nepomniachtchi Firouzja (por rating)                                                             | Toronto, Abril de 2024 8 jogadores, 2 rodadas de todos contra todos                                      | Gukesh D                                                | Ding Liren (campeão de 2023)                                          | Singapura, Novembro/Dezembro de 2024 Match de 14 partidas Gukesh D venceu por 7½–6½                                         |
| 2023–2024 | Copa do Mundo de Xadrez de 2023 Baku, Julho/Agosto de 2023 206 jogadores, 8 rodadas, pequeno match, mata-mata (os três primeiros se classificam)                                                 | R Praggnanandhaa, Caruana, Abasov                                                                                                | Nepomniachtchi Firouzja (por rating)                                                             | Toronto, Abril de 2024 8 jogadores, 2 rodadas de todos contra todos                                      | Gukesh D                                                | Ding Liren (campeão de 2023)                                          | Singapura, Novembro/Dezembro de 2024 Match de 14 partidas Gukesh D venceu por 7½–6½                                         |
| 2023–2024 | FIDE Grand Swiss Tournament 2023 Douglas, Outubro/Novembro de 2023 Sistema suíço de 108 jogadores (os dois primeiros de classificam)                                                             | Gujrathi, Nakamura | Nepomniachtchi Firouzja (por rating)                                                             | Toronto, Abril de 2024 8 jogadores, 2 rodadas de todos contra todos                                      | Gukesh D                                                | Ding Liren (campeão de 2023)                                          | Singapura, Novembro/Dezembro de 2024 Match de 14 partidas Gukesh D venceu por 7½–6½                                         |